# Amata kuhlweini
Espèce
Amata kuhlweinii est une espèce de papillons de nuit de la famille des Erebidae. Cette espèce a été décrite par Alexandre Louis Lefèbvre de Cérisy en 1832 (ou 1831). 

## Répartition
Amata kuhlweinii se rencontre en Afrique du Sud et en Tanzanie,.

## Systématique
Le nom valide complet (avec auteur) de ce taxon est Amata kuhlweini Lefèbvre, 1831.
Amata kuhlweini a pour synonyme :
- Amata natalii Boisduval, 1847